# 蜡皮蜥
蜡皮蜥（学名：Leiolepis reevesi）为鬣蜥科蜡皮蜥属的爬行动物，通称坡马、山马。分布于越南以及中国大陆的澳门、广东、海南、广西等地，主要栖息于南方海滨地区。

## 特徵
该小生物有四足，前二足短而有力，后二足长，可使奔跑速度快；足有硬甲，皮有细鳞，尾较长，约占身长一半。雄性花纹鲜艳，肚两边有红色条纹，身上有黄色圆点，生殖器官在后两足之间，有阴茎，藏于排泄孔里。雌性花纹相似但暗淡无光，生殖器与排泄孔共用，在后两足之间，一年中生卵两次，每次三至十二枚，一期集中在四月至六月，二期集中八月至十月。无论雌雄均能用前足挖掘洞穴，交配期间雌雄同穴居住，过后分开，雄性挖洞较浅且常弃用；雌性在生卵期挖洞深且弯曲，常在接近地面处挖掘一个拳头大小的圆形洞，此洞温度约35℃左右，湿度估计60%以上，用以产卵孵化。孵化后三天左右小腊皮蜥离洞自己生活，大约半年达到性成熟期。其食物主以小昆虫及少量低矮植物种籽为主，有人曾拿黄粉虫试验过，成年蜡皮蜥一天可吞食五至十五条。其寿命约有五年（该生物生命力强，解剖后心脏还能持续有力地跳动一段时间，我是从其心脏每分钟跳动次数按公式推测出来的）。其在各地分布不均匀，呈破碎化状态，又因近十年来人们的大肆捕杀，数量已经越来越少，濒危灭种。